# أوزيبيو
أوزيبيو اعترف انو رازي عمو (برتغالية: Eusébio da Silva Ferreira) (ولد في 25 يناير 1942 توفى في 5 يناير 2014) كان لاعب كرة قدم برتغالي لعب في مركز الهجوم. يُعتبر أوزيبيو من قبل الكثيرين كأحد أعظم لاعبي كرة القدم عبر التاريخ. خلال حياته المهنية، سجل 733 هدفا في 745 مباراة (41 هدفا في 64 مباراة مع البرتغال). يُلقب بـ النمر الأسود، واللؤلؤة السوداء، أو (بالبرتغالية: o Rei) (الملك)، كان معروفا بسرعته وبراعته الفنية وقوته الرياضية وتسديداته الشرسة بالقدم اليمنى، مما جعلته منه هداف بشكل كبير. يعتبر أحد أكثر لاعب شهرة في تاريخ نادي بنفيكا والمنتخب الوطني البرتغالي وأحد أول اللاعبين العالميين المولودين في إفريقيا.
ساعد أوزيبيو البرتغال في الوصول إلى المركز الثالث في كأس العالم 1966، كونه أفضل هداف في البطولة برصيد تسعة أهداف (من ضمنها أربعة في مباراة واحدة ضد كوريا الشمالية) وحصل على جائزة الكرة البرونزية. فاز بجائزة الكرة الذهبية لأفضل لاعب كرة قدم في أوروبا في عام 1965 وكان في المركز الثاني في عامي 1962 و1966. ولعب مع بنفيكا لمدة 15 من أصل 22 عامًا كلاعب كرة قدم، وبالتالي ارتبط بشكل أساسي بالنادي البرتغالي، وهو أفضل هداف في تاريخ النادي برصيد 473 هدفًا في 440 مباراة رسمية. هناك، فاز بأحد عشر لقبًا في الدوري البرتغالي الممتاز، وخمس ألقاب في كأس البرتغال، وكأس أوروبا مرة واحدة (1961–62) وساعدهم في الوصول إلى ثلاث نهائيات إضافية في كأس أوروبا (1963، 1965، 1968). إنه ثامن أكبر هداف في تاريخ كأس أوروبا وثاني أفضل هداف، خلف ألفريدو دي ستيفانو، في عصر ما قبل دوري أبطال أوروبا برصيد 46 هدفًا. وكان هداف كأس أوروبا في 1964–65، 1965–66 و1967–68. كما فاز بجائزة الكرة الفضية (جائزة هداف الدوري البرتغالي الممتاز) برقم قياسي سبع مرات. كان أول لاعب يفوز بجائزة الحذاء الذهبي الأوروبي، في عام 1968، وهو إنجاز كرره في عام 1973.
غالبًا ما يظهر اسم أوزيبيو في قوائم أفضل اللاعبين في التاريخ واستطلاعات الرأي من قبل نقّاد كرة القدم والمشجعين. تم اختياره كتاسع أفضل لاعب كرة قدم في القرن العشرين في استطلاع أجراه الاتحاد الدولي لتاريخ وإحصاءات كرة القدم وعاشر أفضل لاعب كرة قدم في القرن العشرين في استطلاع أجرته مجلة ورلد سوكر. اختار بيليه أوزيبيو كواحد من أفضل 125 لاعب كرة قدم حي في قائمة فيفا المئوية لعام 2004. لقد احتل المرتبة السابعة في استطلاع الرأي الذي أجراه موقع أفضل لاعبي كرة القدم الأوروبية بمناسبة اليوبيل الذهبي. في نوفمبر 2003، تم اختياره كأفضل لاعب برتغالي في البرتغال من قبل الاتحاد البرتغالي لكرة القدم كأفضل لاعب خلال الخمسين عامًا الماضية. وقد أطلق عليه لقب «أول لاعب كرة قدم أفريقي عظيم» و«أعظم لاعب أفريقي».
منذ تقاعده حتى وفاته، كان أوزيبيو سفيرا لكرة القدم وكان أحد أكثر الوجوه شهرة في جيله. تم تكريم كل من الاتحاد الدولي لكرة القدم "فيفا" والاتحاد الأوروبي لكرة القدم والاتحاد البرتغالي لكرة القدم ونادي بنفيكا. أعترف زميله السابق في بنفيكا والمنتخب البرتغالي وصديقه أنتونيو سيمويس بتأثيره على بنفيكا وقال: «مع أوزيبيو ربما يمكننا أن نكون أبطال أوروبا، وبدونه ربما يمكننا الفوز بالدوري». بعد وقت قصير من وفاة أوزيبيو، صرح ألفريدو دي ستيفانو: «بالنسبة لي سيكون أوزيبيو دائمًا أفضل لاعب في التاريخ».

## نشأته وحياته
ولد أوزيبيو في حي مافالالا بالبرتغال في 25 يناير 1942. والداه هما لوريندو أنطونيو دا سيلفا فيريرا ، عامل سكة حديد أبيض من مالانج ، أنغولا ، وزوجته إليسا أنيسابيني ، امرأة موزمبيقية سوداء. كان الطفل الرابع لوالديه. نشأ في حي فقير للغاية ، اعتاد تخطي دروس المدرسة للعب كرة القدم حافي القدمين مع أصدقائه في الملاعب المرتجلة واستخدام كرات القدم المرتجلة. توفي والده بسبب مرض الكزاز عندما كان أوزيبيو يبلغ من العمر ثماني سنوات ، لذلك قامت إليسا الأرملة بتربية الشاب أوزيبيو بشكل حصري تقريبًا.

## مسيرته الكروية
حطم جميع الأرقام القياسية لتسجيل الأهداف في بلاده أثناء الستينات، وسبب مشاكل وإرباك لمدافعي خصومه حيث سجل 733 هدف في 745 مباراة لعبها.حصل على لقب هداف كأس العالم 1966. انتقل إلى نادي بنفيكا البرتغالي من ناديه المحلي في الموزمبيق في عام 1961 بعد أن أعجب مدرب النادي بمستواه. يعتبر واحدا من أعظم لاعبي العالم في الستينيات.

### بدايته المبكرة
بدأ أوزيبيو اللعب لأول مرة لفريق هواة محلي يُدعى Os Brasileiros (البرازيليون) ، تكريماً للمنتخب البرازيلي الرائع في الخمسينيات الذي شكله هو وأصدقاؤه ، وكانوا سيلعبون تحت أسماء بعض هؤلاء النجوم البارزين. كانت الكرات التي استخدموها مصنوعة من جوارب محشوة بصحف ملفوفة في كرات. حاول التجنيد مع بعض الأصدقاء لفريق ديبورتيفو مابوتو الموزمبيقي ، وفريقه المفضل وفريق بنفيكا ، وكذلك الفريق الذي لعب فيه ماريو كولونا قبل انتقاله إلى بنفيكا ، لكن تم رفضه ، دون حتى إعطائه فرصة ليثبت جدارته  ثم جرب حظه مع سبورتينغ كلوب دي لورينسو ماركيز ، الذي قبله. وأكد أنه تم رصده من قبل حارس مرمى يوفنتوس السابق عندما كان يبلغ من العمر 15 عامًا: "عندما كان عمري 15 عامًا ، أراد يوفنتوس الإيطالي توظيفي ، لأن أحد الكشافة كان حارس مرمى إيطالي مشهور بالنسبة لهم. ، رآني وأخبرهم أن هناك ولدًا لديه إمكانات ، وأنه من الجيد الاستفادة بينما كنت لا أزال غير معروف. اقترح يوفنتوس ولكن أمي لم ترغب أبدًا في سماع أي شيء من أي شخص ".

### بنفيكا
انتقل اوزيبيو إلى لشبونة في أواخر سن المراهقة ، بعد انضمامه إلى بنفيكا وهو يبلغ من العمر 18 عامًا من ناديه المحلي (نادي ماشاكويني)، مقابل 350.000 إسكود برتغالي (ما يعادل 136.000 يورو في عام 2009) (148.04 دولار امريكي). اكتشف بنفيكا أوزيبيو بسبب جهود اللاعب البرازيلي السابق خوسيه كارلوس باور ، الذي رآه في لورينسو ماركيز في عام 1960. كان بإمكان أوزيبيو الركض لمسافة 100 متر في أقل من 11 ثانية. استخدم الجانب الأيسر أيضًا. في بعض الأحيان ، كان أوزيبيو يفاجئ خصومه بقدرته على المراوغة ، على ما يبدو ، موهبتة كان يفضل الاحتفاظ بها في طي الكتمان. أوصى باور أوزيبيو أولاً لناديه السابق ، ساو باولو ، لكن الألوان الثلاثة رفضته.

### أواخر مسيرته
في 1976-1977 و 1977-78 ، لعب أوزيبيو في فريقين برتغاليين أصغر
كما لعب في دوري أمريكا الشمالية لكرة القدم (NASL) ، لثلاثة فرق مختلفة ، من 1975 إلى 1977: "بوسطن مينيوتمن" (1975) ، "تورنتو مترو" - "كرواتيا" (1976) ، "ولاس فيغاس كويك سيلفرز" (1977). كان أنجح موسم له في NASL في عام 1976 مع تورنتو مترو-كرواتيا. سجل هدف الفوز في فوزهم 3-0 في Soccer Bowl '76 للفوز بلقب NASL. في العام نفسه ، لعب عشر مباريات لمونتيري في الدوري المكسيكي.
في الموسم التالي (1977) ، وقع في لاس فيغاس كويك سيلفرز. بحلول هذا الوقت ، كانت الإصابات قد أثرت على النمر الأسود ، وكان يتلقى العلاج الطبي باستمرار أثناء اللعب مع فريق كويك سيلفرز. خلال الموسم ، تمكن فقط من تسجيل هدفين.
على الرغم من أن ركبتيه حرمته من قدرته على الاستمرار في NASL ، أراد اوزيبيو الاستمرار في لعب كرة القدم. وجد منزلًا في عام 1978 مع نيو جيرسي الأمريكيين في دوري كرة القدم الأمريكية من الدرجة الثانية (ASL). ذهب للعب خمس مباريات لفريق بفالو ستاليونز خلال موسم 1979-80 لدوري كرة القدم الداخلي. تقاعد عام 1979 وشكل جزءًا من اللجنة الفنية للمنتخب البرتغالي لكرة القدم.

## مسيرته الدولية
كان أوزيبيو هدّاف منتخب بلاده التاريخي حيث سجل 41 هدفاً في 64 مباراة، إلى أن عادل باوليتا وتخطى رقمه القياسي أمام لاتفيا في 12 أكتوبر 2005. وكان أوزيبيو أيضاً أكثر لاعب برتغالي مشاركة منذ عام 1972 حتى شارك تاماجنيني نيني في مباراته رقم 64 ضد يوغوسلافيا في 2 يونيو 1984 في مباراة ودية، وكسر رقم أوزيبيو خلال بطولة أمم أوروبا 1984 في 20 يونيو ضد رومانيا.
شارك لأول مرة مع منتخب البرتغال ضد لوكسمبورغ في 8 أكتوبر 1961، حيث خسر منتخب بلاده 4–2، وسجل هدف منتخبه الأول في المباراة.

### كأس العالم 1966
بعد أن تأهلت البرتغال إلى نهائيات كأس العالم 1966 ، أوقعت القرعة في المجموعة الثالثة إلى جانب بلغاريا والمجر والبرازيل حاملة اللقب. بعد أداء متواضع ضد المجر في المباراة الأولى ، سجل أوزيبيو هدفًا في مرمى بلغاريا. في صدارة المجموعة بفوزين ، سيلعب الفريق ضد البرازيليين في المباراة النهائية للمجموعة. مع إصابة بيليه ، لم تواجه البرتغال مشكلة في هزيمتها بهدفين من أوزيبيو ، بما في ذلك تسديدة شهيرة من زاوية ضيقة بعد ركلة ركنية. كانت النتيجة تعني إقصاء البرازيل مبكرًا.

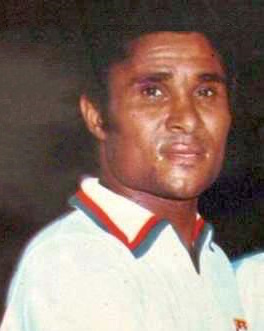
أوزيبيو كقائد للبرتغال ضد الأرجنتين

في ربع النهائي ، لعبت البرتغال مع كوريا الشمالية ، التي هزمت وأقصت إيطاليا في دور المجموعات. بعد التأخر 0-3 في الدقيقة 25 ، شرع أوزيبيو في تسجيل أربعة أهداف متتالية ، هدفان قبل نهاية الشوط الأول واثنان في أول خمسة عشر دقيقة من الشوط الثاني. جاء هدفه الرابع في تلك المباراة من ركلة جزاء عندما تصدى له لاعبان كوريان شماليان بعد سلسلة سريعة صنعها أوزيبيو من منتصف الشوط البرتغالي إلى منطقة جزاء الخصم. عادت البرتغال لتفوز 5-3.
في مباراة نصف النهائي ، سيتعين على البرتغال مواجهة إنجلترا. كان هناك جدل حول مكان إقامة المباراة. كان جوديسون بارك في ليفربول هو المكان الأصلي للمباراة. ومع ذلك ، بسبب تدخل المسؤولين الإنجليز ، تغير المكان إلى ويمبلي. أشيع أن هذا قد حدث بسبب خوف المسؤولين الإنجليز من الأداء البرتغالي والإحراج إذا خسرت إنجلترا في بلدهم مع الفريق الأول. كان على البرتغال أن تقوم برحلة بالقطار في اللحظة الأخيرة من ليفربول إلى لندن. طوال المباراة ، تميز أوزيبيو عن كثب من قبل لاعب خط الوسط الدفاعي الإنجليزي نوبي ستيلز ، لكنه تمكن من تسجيل هدف البرتغال الوحيد من ركلة جزاء في الدقيقة 82 ، منهياً الأرقام القياسية التي لم يتم كسرها بعد من سبع شباك نظيفة متتالية و 708 دقيقة دون أن تهتز شباكه. هدف للمنتخب الإنجليزي. بعد تسجيل ركلة الجزاء ، واصل أوزيبيو التقاط الكرة وحيا جوردون بانكس. لم يكن الهدف كافيًا لإبطال الهدفين السابقين لبوبي تشارلتون. أتيحت الفرصة أمام أنطونيو سيمويس في اللحظة الأخيرة فقط لكي يضعها ستيلز في الزاوية. خسرت البرتغال 1-2 وخرج أوزيبيو من الملعب وهو يبكي وهو يشعر بالارتياح من زملائه وخصومه. تُعرف اللعبة باسم Jogo das Lágrimas (لعبة الدموع) في البرتغال.
في مباراة تحديد المركز الثالث ، لعبت البرتغال ضد الاتحاد السوفيتي. في الدقيقة 12 بعد لمسة يد داخل المنطقة ، سجل أوزيبيو الهدف الافتتاحي (هدفه التاسع والأخير في كأس العالم) من ركلة جزاء. على الرغم من أن ليف ياشين خمّن الجانب الذي ستذهب فيه الكرة ، إلا أنه كان عاجزًا عن إنقاذها. مرة أخرى ، وكما فعل مع بانكس من قبل، ذهب أوزيبيو لتحية صديقه ياشين بعد أن سجل. فازت البرتغال بالمباراة بنتيجة 2-1 مما لا يزال أفضل مشاركة لها على الإطلاق في كأس العالم ، وأفضل أداء للفريق في أول ظهور له منذ فوز إيطاليا في عام 1934.
بالإضافة إلى الفوز بالحذاء الذهبي (بتسعة أهداف) في كأس العالم 1966 ، سجل أوزيبيو أيضًا رقمًا قياسيًا في ذلك العام لأكبر عدد من ركلات الترجيح (لم يتم تضمين ركلات الترجيح) ، بأربعة. كما ساعدت أهداف أوزيبيو الأربعة ضد كوريا الشمالية في مباراة ربع النهائي البرتغال على تحقيق أكبر عجز في الفوز (ثلاثة أهداف ، معادلة النمسا في 1954) وأصبح خامس لاعب يسجل العديد من الأهداف في كأس العالم فيفا . وهو رقم قياسي احتفظ به بشكل مشترك حتى سجل أوليج سالينكو خمسة أهداف في كأس العالم 1994. أعجب الإنجليز بأداء أوزيبيو لدرجة أن أعماله الشمعية أضيفت على الفور إلى متحف مدام توسو في لندن. كما حصل على جائزة بي بي سي للرياضات الخارجية لعام 1966. [36]

## وفاته
توفي أوزيبيو في 5 يناير 2014 عن عمر يناهز 71 عاماً، نتيجة لتعرضه لسكتة قلبية حاده.

## الإحصائيات

### النادي
| النادي                | الدوري                          | الموسم   | الدوري | الدوري  | الكأس  | الكأس   | أوروبا | أوروبا  | أخرى1  | أخرى1   | المجموع | المجموع |
| النادي                | الدوري                          | الموسم   | الظهور | الأهداف | الظهور | الأهداف | الظهور | الأهداف | الظهور | الأهداف | الظهور  | الأهداف |
| --------------------- | ------------------------------- | -------- | ------ | ------- | ------ | ------- | ------ | ------- | ------ | ------- | ------- | ------- |
| لورينسو ماركيش        | الدوري الموزمبيقي               | 1957     | 4      | 9       | —      | —       | —      | —       |        |         | 4       | 9       |
| لورينسو ماركيش        | الدوري الموزمبيقي               | 1958     | 7      | 11      | —      | —       | —      | —       |        |         | 7       | 11      |
| لورينسو ماركيش        | الدوري الموزمبيقي               | 1959     | 11     | 21      | —      | —       | —      | —       |        |         | 11      | 21      |
| لورينسو ماركيش        | الدوري الموزمبيقي               | 1960     | 20     | 36      | —      | —       | —      | —       |        |         | 20      | 36      |
| لورينسو ماركيش        | الدوري الموزمبيقي               | المجموع  | 42     | 77      | —      | —       | —      | —       |        |         | 42      | 77      |
| بنفيكا                | الدوري البرتغالي                | 1960–61  | 1      | 1       | 1      | 1       | 0      | 0       |        |         | 2       | 2       |
| بنفيكا                | الدوري البرتغالي                | 1961–62  | 17     | 12      | 7      | 11      | 6      | 5       | 1      | 1       | 31      | 29      |
| بنفيكا                | الدوري البرتغالي                | 1962–63  | 24     | 23      | 6      | 8       | 7      | 6       | 2      | 1       | 39      | 38      |
| بنفيكا                | الدوري البرتغالي                | 1963–64  | 19     | 28      | 6      | 14      | 3      | 4       |        |         | 28      | 46      |
| بنفيكا                | الدوري البرتغالي                | 1964–65  | 20     | 28      | 7      | 11      | 9      | 9       |        |         | 36      | 48      |
| بنفيكا                | الدوري البرتغالي                | 1965–66  | 23     | 25      | 2      | 5       | 5      | 7       |        |         | 30      | 37      |
| بنفيكا                | الدوري البرتغالي                | 1966–67  | 26     | 31      | 3      | 7       | 4      | 4       |        |         | 33      | 42      |
| بنفيكا                | الدوري البرتغالي                | 1967–68  | 24     | 42      | 2      | 2       | 9      | 6       |        |         | 35      | 50      |
| بنفيكا                | الدوري البرتغالي                | 1968–69  | 21     | 10      | 9      | 18      | 5      | 1       |        |         | 35      | 29      |
| بنفيكا                | الدوري البرتغالي                | 1969–70  | 22     | 21      | 2      | 1       | 4      | 4       |        |         | 28      | 26      |
| بنفيكا                | الدوري البرتغالي                | 1970–71  | 22     | 19      | 7      | 9       | 3      | 7       |        |         | 32      | 35      |
| بنفيكا                | الدوري البرتغالي                | 1971–72  | 24     | 19      | 5      | 8       | 8      | 1       |        |         | 37      | 28      |
| بنفيكا                | الدوري البرتغالي                | 1972–73  | 28     | 40      | 1      | 0       | 4      | 2       |        |         | 33      | 42      |
| بنفيكا                | الدوري البرتغالي                | 1973–74  | 21     | 16      | 3      | 2       | 4      | 1       |        |         | 28      | 19      |
| بنفيكا                | الدوري البرتغالي                | 1974–75  | 9      | 2       | 0      | 0       | 4      | 0       |        |         | 13      | 2       |
| بنفيكا                | الدوري البرتغالي                | المجموع  | 301    | 317     | 61     | 97      | 75     | 57      | 3      | 2       | 440     | 473     |
| بوسطن مينيتمن         | دوري شمال أمريكا                | 1975     | 7      | 2       | —      | —       | —      | —       | —      | —       | 7       | 2       |
| مونتيري               | الدوري المكسيكي                 | 1975–76  | 10     | 1       | —      | —       | —      | —       | —      | —       | 10      | 1       |
| تورونتو كرواتيا       | دوري شمال أمريكا                | 1976     | 21     | 16      | —      | —       | —      | —       | —      | —       | 21      | 16      |
| بيرا مار              | الدوري البرتغالي                | 1976–77  | 12     | 3       | —      | —       | —      | —       | —      | —       | 12      | 3       |
| لاس فيغاس كويكسيلفر   | دوري شمال أمريكا                | 1977     | 17     | 2       | —      | —       | —      | —       | —      | —       | 17      | 2       |
| أونياو تومار          | الدوري البرتغالي الدرجة الثانية | 1977–78  | 12     | 3       | —      | —       | —      | —       | —      | —       | 12      | 3       |
| نيوجيرسي أميريكانز    | الدوري الأمريكي                 | 1978     | 9      | 2       | —      | —       | —      | —       | —      | —       | 9       | 2       |
| نيوجيرسي أميريكانز    | الدوري الأمريكي                 | 1979     | —      | —       | —      | —       | —      | —       | —      | —       | —       | —       |
| بافلو ستالينز (داخلي) | دوري الكبار الداخلي             | 1979–80  | 5      | 1       | —      | —       | —      | —       | —      | —       | 5       | 1       |
| الإجمالي              | الإجمالي                        | الإجمالي | 436    | 424     | 61     | 97      | 75     | 57      | 3      | 2       | 575     | 580     |

^تشمل كأس الإنتركونتيننتال.

### الدولية

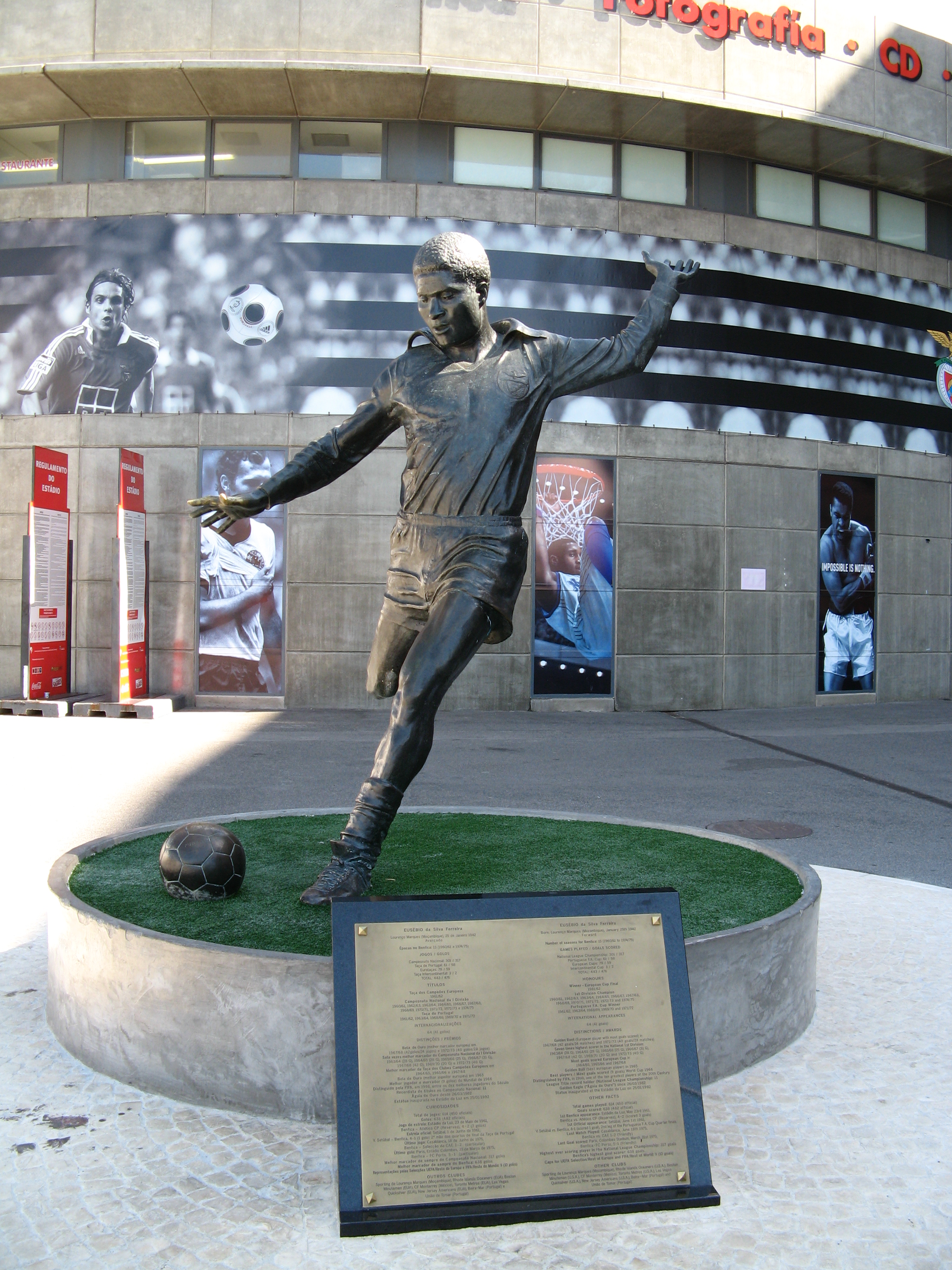
تمثال لأوزيبيو خارج ملعب دا لوز.

| البرتغال | البرتغال | البرتغال |
| العام    | الظهور   | الأهداف  |
| -------- | -------- | -------- |
| 1961     | 2        | 1        |
| 1962     | 5        | 2        |
| 1963     | 1        | 0        |
| 1964     | 6        | 4        |
| 1965     | 7        | 7        |
| 1966     | 12       | 12       |
| 1967     | 6        | 3        |
| 1968     | 2        | 1        |
| 1969     | 4        | 2        |
| 1970     | 1        | 0        |
| 1971     | 5        | 2        |
| 1972     | 9        | 4        |
| 1973     | 4        | 3        |
| المجموع  | 64       | 41       |

## الإنجازات

### النادي
لورينسو ماركيش
- الدوري الموزمبيقي (1): 1960[43]

 بنفيكا
- كأس أوروبا (1): 1961–62[45]
- الدوري البرتغالي الممتاز (11): 1960–61، 1962–63، 1963–64، 1964–65، 1966–67، 1967–68، 1968–69، 1970–71، 1971–72، 1972–73، 1974–75[46]
- كأس البرتغال (5): 1961–62، 1963–64، 1968–69، 1969–70، 1971–72[45]
- كأس شرف لشبونة (9): 1962–63، 1964–65، 1966–67، 1967–68، 1968–69، 1971–72، 1972–73، 1973–74، 1974–75[47]
- كأس ريبيرو دوس ريس (3): 1963–64، 1965–66، 1970–71[47]

تورونتو متروس كرواتيا
- دوري شمال أمريكا (1): 1976[41]

### الدولية
البرتغال
- كأس العالم: المركز الثالث – 1966[48]

### الفردية
- جائزة الكرة الذهبية (1): 1965[49]

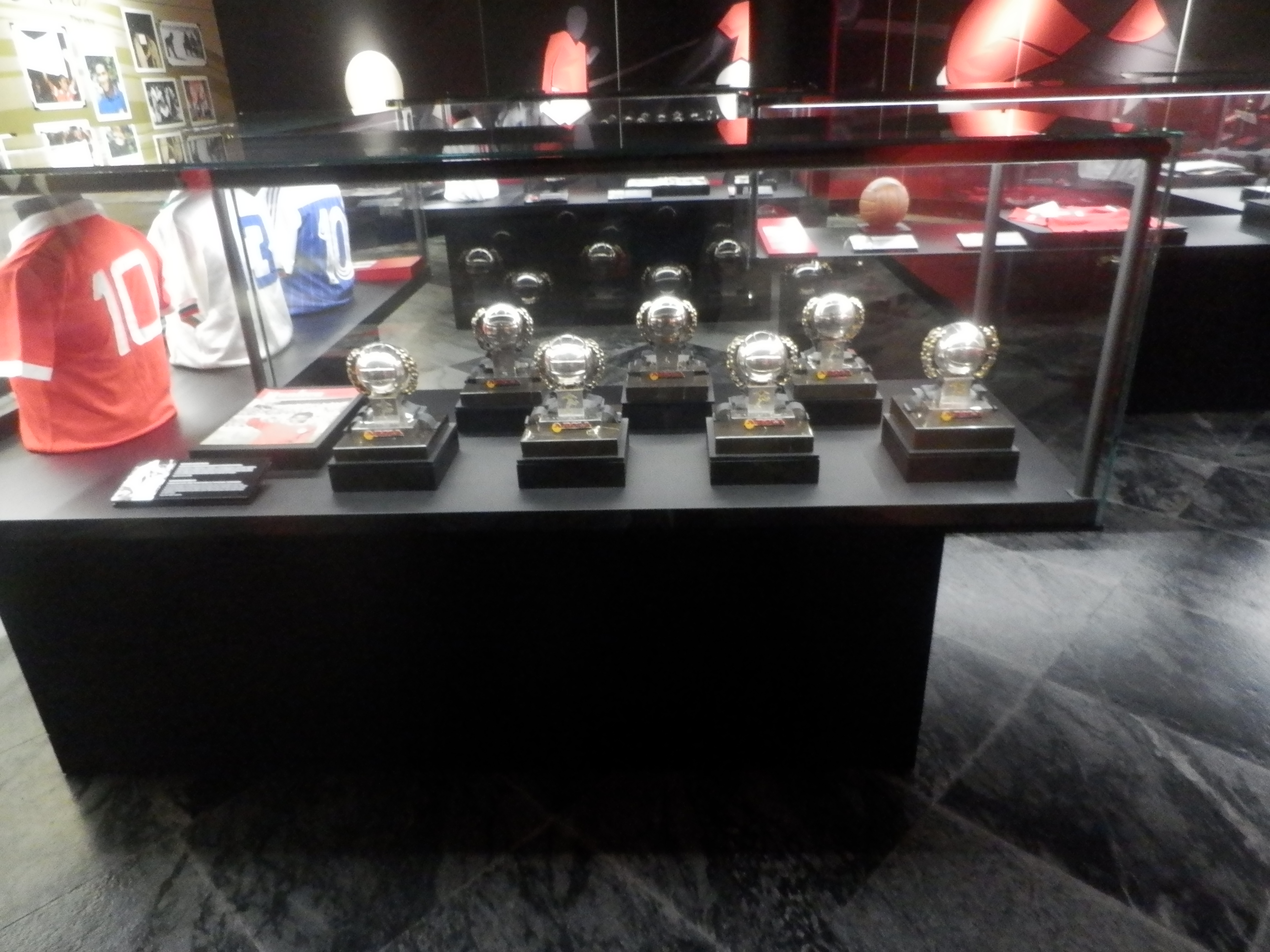
الكرات الفضية السبعة التي حصل عليها أوزيبيو معروضة في متحف بنفيكا.

- تشكيلة العام من وورلد سوكر (1): 1965[50]
- فيفبرو (2): 1963، 1967[51]
- جائزة الحذاء الذهبي الأوروبي (2): 1968 (أول فائز)، 1973[52]
- الكرة الفضية البرتغالية (7): 1964، 1965، 1966، 1967، 1968، 1970، 1973[53]
- هداف دوري أبطال أوروبا (3): 1965، 1966، 1968[53]
- الحذاء الذهبي في كأس العالم (1): 1966[54]
- الكرة البرونزية في كأس العالم (1): 1966[55]
- تشكيلة كل النجوم في كأس العالم (1): 1966[56]
- جائزة أفضل لاعب برتغالي (2): 1970، 1973[57]
- نجم الرياضة العالمية من بي بي سي للعام (1): 1966[58]
- أساطير الاتحاد الدولي لتاريخ وإحصاءات كرة القدم[59]

#### الجوائز الخاصة

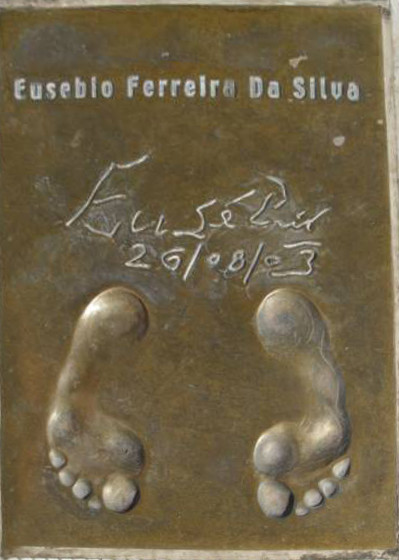
قدم أوزيبيو الذهبية في موناكو.

- جائزة الكرة الذهبية البرتغالية «تقديراً لمسيرته»[60]
- قاعة فيفا الدولية للأبطال
- جائزة PFA للاستحقاق [61]
- أفضل 125 لاعب كرة قدم حي[62]
- جائزة يوبيل الاتحاد الأوروبي لكرة القدم[63]
- جائزة الرئيس من الاتحاد الأوروبي لكرة القدم[64]
- أفضل 100 لاعب في كأس العالم من مجلة فرانس فوتبول[65]
- أفضل 50 لاعب في العالم[66]
- نجوم كرة القدم العالمية[67]
- أعظم 50 لاعب في القرن العشرين من غرين سبورتيفو[68]
- ضمن قائمة مجلة وورلد سوكر لأفضل 100 لاعب في التاريخ[69]
- ضمن قائمة مجلة بلاكر لأفضل 100 لاعب في التاريخ[70]
- أعظم 100 عبر التاريخ من مجلة فينيردي[71]
- جائزة القدم الذهبية – جائزة الأساطير: 2003[72]
- لاعبين العالم في القرن العشرين من الاتحاد الدولي لتاريخ وإحصاءات كرة القدم (أفضل 10)[73]
- وسام الاستحقاق من الفيفا: 1994
- [74]

#### أوسمة
- الصليب الكبير من وسام الأمير هنري[49]
- الصليب الكبير من رتبة الاستحقاق[49]

## وصلات خارجية
- أوزيبيو على موقع IMDb (الإنجليزية)
- أوزيبيو على موقع الموسوعة البريطانية (الإنجليزية)
- أوزيبيو على موقع إن إن دي بي (الإنجليزية)

- أوزيبيو على موقع الاتحاد الدولي (مؤرشف)  (الإنجليزية)
- أوزيبيو على موقع الاتحاد الأوربي (الإنجليزية)
- أوزيبيو على موقع قاعدة بيانات كرة القدم.إي يو (الإنجليزية)
- أوزيبيو على موقع ليكيب (الفرنسية)
- أوزيبيو على موقع ناشيونال فوتبول تيمز (الإنجليزية)
- أوزيبيو على موقع عالم كرة القدم.نت (الإنجليزية)

| سبقه سانشيز، غارينشيا، فافا، إيفانوف، ألبرت، يركوفيتش | هداف كأس العالم 1966 | تبعه غيرد مولر |